# Вторая лига Беларуси по футболу 2015
Вторая лига Беларуси по футболу 2015 — 25-е первенство среди белорусских команд Второй лиги, которое проводилось со 2 мая по 14 ноября 2015 года. Путёвки в Первую лигу получили минские «Луч» и «Торпедо», а также ФК «Ошмяны».

## Регламент
С целью популяризации футбола в регионах и расширения географии Второй лиги президиум АБФФ сохранил прошлогоднюю схему розыгрыша с делением на 2 зоны. Стартовый взнос за участие составил 50 миллионов рублей.
Команды Второй лиги в сезоне 2015 года были разделены на зоны «Запад» и «Восток» по географическому принципу. Граница деления проходила по железнодорожной линии Гудогай — Молодечно — Минск — Осиповичи — Жлобин — Гомель — Добруш. Команды из Минска были разделены на зоны по жребию.
Первенство стартовало 2 мая. В каждой зоне проводился двухкруговой турнир (18 туров). По его результатам 4 лучшие команды попадали в плей-офф, который проходил в Минске, где во встречах между собой разыграли 3 путёвки в Первую лигу на сезон 2015 (8 туров). Прямого вылета из Второй лиги в чемпионаты областей не было.

## Изменения по сравнению с предыдущим сезоном
Клубы, вышедшие в Первую лигу по итогам сезона 2014:
- «Барановичи» — 1-е место во Второй лиге сезона 2014.
- «Крумкачи» (Минск) — 2-е место во Второй лиге сезона 2014.
- «Орша» — 3-е место во Второй лиге сезона 2014.
- «Кобрин» — 5-е место во Второй лиге сезона 2014.

Клубы, покинувшие Первую лигу по итогам сезона 2014:
- «Волна» Пинск — 16-е место в Первой лиге сезона 2014.

Клубы, покинувшие Вторую лигу по итогам сезона 2014:
- «Витебск-2» — 9-е место во Второй лиге сезона 2014, преобразован в дубль ФК «Витебск».
- «Неман-Мостодрев» (Мосты) — 10-е место во Второй лиге сезона 2014, отказ от участия.
- СКВИЧ Минск — 24-е место во Второй лиге сезона 2014, отказ от участия.
- «Партизан-2002» Минск — снялся с турнира Второй лиги сезона 2014, расформирован.

Клубы, пополнившие Вторую лигу:
- «Торпедо» (Могилёв).
- «Звезда-РФОЦ-Виктория» (Пуховичи).
- «Любань».

Переименования команд (перед стартом сезона):
- Городищенский «Колос-Дружба» — в «Колос-Мелиоратор-Дружба».
- Дзержинская «Ливадия» — в «Крутогорье».
- «ЮА-Строй-Житковичи» — в ЮАС-ДЮСШ.
- Минский «Славянин» — в ФК «Ошмяны».
- Пуховичская «Звезда-РФОЦ-Виктория» — в «Виктория» (Марьина Горка).

## Участники
| Клуб                    | Город         | Стадион     | Вместимость |
| ----------------------- | ------------- | ----------- | ----------- |
| АК Ждановичи            | Минск         | РЦОП-БГУ    | 1500        |
| Вертикаль               | Калинковичи   | СДЮШОР-2    | 2000        |
| Виктория                | Марьина Горка | Городской   | 1600        |
| Волна                   | Пинск         | «Волна»     | 3000        |
| Жлобин                  | Жлобин        | «Локомотив» | 2200        |
| Клецк                   | Клецк         | Городской   | 1000        |
| Колос-Мелиоратор-Дружба | Городище      | ДЮСШ        | 450         |
| Крутогорье              | Дзержинск     | Городской   | 1000        |
| Луч                     | Минск         | БГАТУ       | 781         |
| Любань                  | Любань        | Городской   | 1600        |
| Молодечно-ДЮСШ-4        | Молодечно     | Городской   | 4900        |
| Осиповичи               | Осиповичи     | «Юность»    | 1800        |
| Ошмяны                  | Ошмяны        | Городской   | 500         |
| Приозёрье               | Верхнедвинск  | Юбилейный   | 372         |
| Рогачёв-МК              | Рогачёв       | ДЮСШ-1      | 7000        |
| Спартак                 | Шклов         | «Спартак»   | 2500        |
| Торпедо                 | Минск         | «Торпедо»   | 1600 (5200) |
| Торпедо                 | Могилёв       | «Торпедо»   | 3500        |
| Узда                    | Узда          | Городской   | 500         |
| ЮАС-ДЮСШ                | Житковичи     | Городской   | 600         |

### Представительство по регионам
| Регион              | Кол-во команд | Клубы                                                                                   |
| ------------------- | ------------- | --------------------------------------------------------------------------------------- |
| Минск               | 3             | АК Ждановичи, Луч, Торпедо                                                              |
| Минская область     | 6             | Виктория (Марьина Горка), Клецк, Крутогорье (Дзержинск), Любань, Молодечно-ДЮСШ-4, Узда |
| Гомельская область  | 4             | Вертикаль (Калинковичи), Днепр (Рогачёв), Жлобин, ЮАС-ДЮСШ (Житковичи)                  |
| Могилёвская область | 3             | Торпедо (Могилёв), Осиповичи, Спартак (Шклов)                                           |
| Брестская область   | 2             | Волна (Пинск), Колос-Мелиоратор-Дружба (Городище)                                       |
| Витебская область   | 1             | Приозёрье (Верхнедвинск)                                                                |
| Гродненская область | 1             | Ошмяны                                                                                  |

## Первый этап

### Группа «А»
| М  | Команда                      | И  | В  | Н | П  | Мячи    | ±   | О  | Примечания             |
| -- | ---------------------------- | -- | -- | - | -- | ------- | --- | -- | ---------------------- |
| 1  | Молодечно-ДЮСШ-4             | 18 | 13 | 3 | 2  | 49 − 13 | +36 | 42 | Выход в финальный этап |
| 2  | Виктория (Марьина Горка)     | 18 | 10 | 4 | 4  | 32 − 23 | +9  | 34 | Выход в финальный этап |
| 3  | Ошмяны                       | 18 | 9  | 5 | 4  | 38 − 19 | +19 | 32 | Выход в финальный этап |
| 4  | Осиповичи                    | 18 | 10 | 1 | 7  | 36 − 27 | +9  | 31 | Выход в финальный этап |
| 5  | Торпедо (Могилёв)            | 18 | 9  | 2 | 7  | 33 − 28 | +5  | 29 |                        |
| 6  | Жлобин                       | 18 | 9  | 1 | 8  | 35 − 37 | −2  | 28 |                        |
| 7  | Спартак (Шклов)              | 18 | 6  | 4 | 8  | 24 − 23 | +1  | 22 |                        |
| 8  | АК Ждановичи (Минский район) | 18 | 5  | 7 | 6  | 17 − 25 | −8  | 22 |                        |
| 9  | Рогачёв-МК                   | 18 | 1  | 4 | 13 | 12 − 36 | −24 | 7  |                        |
| 10 | Приозёрье (Верхнедвинск)     | 18 | 1  | 3 | 14 | 14 − 59 | −45 | 6  |                        |

И — игры, В — выигрыши, Н — ничьи, П — проигрыши, Мячи — забитые и пропущенные голы, ± — разница голов, О — очки

### Группа «Б»
| М  | Команда                            | И  | В  | Н | П  | Мячи    | ±   | О  | Примечания             |
| -- | ---------------------------------- | -- | -- | - | -- | ------- | --- | -- | ---------------------- |
| 1  | Узда                               | 18 | 12 | 6 | 0  | 47 − 13 | +34 | 42 | Выход в финальный этап |
| 2  | Луч (Минск)                        | 18 | 12 | 2 | 4  | 53 − 17 | +36 | 38 | Выход в финальный этап |
| 3  | Клецк                              | 18 | 12 | 2 | 4  | 45 − 21 | +24 | 38 | Выход в финальный этап |
| 4  | Торпедо (Минск)                    | 18 | 10 | 4 | 4  | 27 − 13 | +14 | 34 | Выход в финальный этап |
| 5  | Волна (Пинск)                      | 18 | 9  | 5 | 4  | 43 − 18 | +25 | 32 |                        |
| 6  | Колос-Мелиоратор-Дружба (Городище) | 18 | 6  | 2 | 10 | 21 − 22 | −1  | 20 |                        |
| 7  | Вертикаль (Калинковичи)            | 18 | 5  | 3 | 10 | 29 − 32 | −3  | 18 |                        |
| 8  | Любань                             | 18 | 5  | 1 | 12 | 19 − 41 | −22 | 16 |                        |
| 9  | Крутогорье (Дзержинск)             | 18 | 4  | 3 | 11 | 21 − 49 | −28 | 15 |                        |
| 10 | ЮАС-ДЮСШ (Житковичи)               | 18 | 1  | 0 | 17 | 8 − 87  | −79 | 3  |                        |

И — игры, В — выигрыши, Н — ничьи, П — проигрыши, Мячи — забитые и пропущенные голы, ± — разница голов, О — очки

## Финальный этап
Команды, занявшие в своей зоне первые 4 места, разыграли путёвки в Первую лигу с командами из другой зоны, играя дополнительные 8 матчей (дома и на выезде), при этом сохраняя результаты выступления с командами из своей группы. Клубы, которые не попали в четвёрку, играли стыковые матчи между собой дома и на выезде (5-е место с 5-м местом из другой группы и т.д.) для определения итоговых мест.

### За 1-8-е места
| М | Команда                  | И  | В | Н | П  | Мячи    | ±   | О  | Примечания          |
| - | ------------------------ | -- | - | - | -- | ------- | --- | -- | ------------------- |
| 1 | Луч (Минск)              | 14 | 9 | 1 | 4  | 26 − 14 | +12 | 28 | Выход в Первую лигу |
| 2 | Узда                     | 14 | 7 | 4 | 3  | 25 − 17 | +8  | 25 | Выход в Первую лигу |
| 3 | Торпедо (Минск)          | 14 | 7 | 4 | 3  | 21 − 13 | +8  | 25 | Выход в Первую лигу |
| 4 | Молодечно-ДЮСШ-4         | 14 | 5 | 5 | 4  | 18 − 15 | +3  | 20 |                     |
| 5 | Ошмяны                   | 14 | 5 | 4 | 5  | 22 − 20 | +2  | 19 |                     |
| 6 | Клецк                    | 14 | 5 | 2 | 7  | 14 − 19 | −5  | 17 |                     |
| 7 | Виктория (Марьина Горка) | 14 | 4 | 2 | 8  | 13 − 25 | −12 | 14 |                     |
| 8 | Осиповичи                | 14 | 3 | 0 | 11 | 17 − 33 | −16 | 9  |                     |

И — игры, В — выигрыши, Н — ничьи, П — проигрыши, Мячи — забитые и пропущенные голы, ± — разница голов, О — очки

ФК «Узда» снялся со следующего первенства Второй лиги, ФК «Молодечно»-ДЮСШ-4 отказался от участия в Первой лиге в 2016 году. Третья вакансия предоставлена ФК «Ошмяны».

### За 9-10-е места
| Команда 1     | Итог | Команда 2         | 1-й матч | 2-й матч |
| ------------- | ---- | ----------------- | -------- | -------- |
| Волна (Пинск) | 6:1  | Торпедо (Могилёв) | 2:1      | 4:0      |

### За 11-12-е места
| Команда 1                          | Итог | Команда 2 | 1-й матч   | 2-й матч |
| ---------------------------------- | ---- | --------- | ---------- | -------- |
| Колос-Мелиоратор-Дружба (Городище) | 6:2  | Жлобин    | 3:0 (+:-)* | 3:2      |

* ФК «Жлобин» не явился на гостевую игру.

### За 13-14-е места
| Команда 1               | Итог | Команда 2       | 1-й матч | 2-й матч |
| ----------------------- | ---- | --------------- | -------- | -------- |
| Вертикаль (Калинковичи) | 2:2* | Спартак (Шклов) | 1:0      | 1:2      |

* «Вертикаль» заняла 13-е место по правилу выездного гола.

### За 15-16-е места
| Команда 1 | Итог | Команда 2                    | 1-й матч | 2-й матч   |
| --------- | ---- | ---------------------------- | -------- | ---------- |
| Любань    | 0:12 | АК Ждановичи (Минский район) | 0:9      | 0:3 (-:+)* |

* «Любань» не явилась на гостевую игру.

### За 17-18-е места
| Команда 1  | Итог | Команда 2              | 1-й матч | 2-й матч |
| ---------- | ---- | ---------------------- | -------- | -------- |
| Рогачёв-МК | 4:4* | Крутогорье (Дзержинск) | 1:1      | 3:3      |

* «Рогачёв-МК» занял 17-е место по правилу выездного гола.

### За 19-20-е места
| Команда 1            | Итог | Команда 2                | 1-й матч   | 2-й матч    |
| -------------------- | ---- | ------------------------ | ---------- | ----------- |
| ЮАС-ДЮСШ (Житковичи) | 3:3  | Приозёрье (Верхнедвинск) | 3:0 (+:-)* | 0:3 (-:+)** |

* «Приозёрье» не явилось на гостевую игру. ** ЮАС-ДЮСШ не явилась на гостевую игру.

## Итоговое распределение мест
| 1. Луч (Минск)                         |
| 2. Узда                                |
| 3. Торпедо (Минск)                     |
| 4. Молодечно-ДЮСШ-4                    |
| 5. Ошмяны                              |
| 6. Клецк                               |
| 7. Виктория (Марьина Горка)            |
| 8. Осиповичи                           |
| 9. Волна (Пинск)                       |
| 10. Торпедо (Могилёв)                  |
| 11. Колос-Мелиоратор-Дружба (Городище) |
| 12. Жлобин                             |
| 13. Вертикаль (Калинковичи)            |
| 14. Спартак (Шклов)                    |
| 15. Любань                             |
| 16. АК Ждановичи (Минский район)       |
| 17. Рогачёв-МК                         |
| 18. Крутогорье (Дзержинск)             |
| 19. Приозёрье (Верхнедвинск)           |
| 20. ЮАС-ДЮСШ (Житковичи)               |

## Бомбардиры
| №    | Игрок              | Команда           | Голы |
| ---- | ------------------ | ----------------- | ---- |
| 1    | Юрий Сыроквашко    | Луч               | 25   |
| 2    | Александр Мринский | Узда              | 21   |
| 3    | Дмитрий Купневский | Ошмяны            | 18   |
| 4    | Януш Ладутько      | Ошмяны            | 15   |
| 5—6  | Денис Козловский   | Осиповичи         | 12   |
| 5—6  | Виталий Рушницкий  | Волна             | 12   |
| 7—10 | Сергей Филиппов    | Торпедо (Могилёв) | 11   |
| 7—10 | Павел Мойсеёнок    | Молодечно         | 11   |
| 7—10 | Денис Дригалев     | Осиповичи         | 11   |
| 7—10 | Алексей Гурко      | Клецк             | 11   |